# Городской дворец детско-юношеского творчества (Кривой Рог)
Городской дворец детского и юношеского творчества «Горицвет» (КВУЗ ГДДЮТ «Горицвет» КГС) — коммунальное внешкольное учебное заведение, памятник архитектуры местного значения в Покровском районе города Кривой Рог.

## История
В июне 1955 года начато строительство дома пионеров и школьников для детей работников рудника имени ХХ Партсъезда в Жовтневом районе. Стоимость проектных работ в ценах до 1961 года составляла 59 254 рублей.
1 сентября 1959 года, решением исполкома Криворожского городского совета депутатов трудящихся, утверждён акт приёма, здание принимала заведующая домом пионеров Семагина Антонина Григорьевна (1959—1969). Стоимость здания на то время составляла 3 253 998,81 рублей.
В ноябре 1959 года состоялось открытие Дворца пионеров имени Вали Котика.
С 1992 года в состав входило 4 филиала (бывшие клубы школьников), обслуживающие детей по месту жительства, действовало 42 кружка.
12 апреля 1996 года, согласно распоряжению № 158-р главы Днепропетровской государственной администрации, дворец пионеров — памятник архитектуры местного значения города Кривой Рог под охранным номером 142.
В 2001 году реорганизован, сменил название с Дворец пионеров имени В. Котика на Коммунальное внешкольное учебное заведение «Городской дворец детского и юношеского творчества "Горицвет"» Криворожского городского совета.

## Характеристика
Здание находится по улице Ватутина, 33, в Покровском районе.
Площадь 3800 м².